# Walter Bogado
Walter Benito Bogado González (San Miguel, 1 de marzo de 1999) es un futbolista paraguayo. Juega como extremo.

## Clubes
| Club                  | País     | Año       |
| --------------------- | -------- | --------- |
| Olimpia               | Paraguay | 2017-2020 |
| CD Santaní (préstamo) | Paraguay | 2018      |
| 12 de Octubre FC      | Paraguay | 2020      |
| River Plate           | Paraguay | 2021      |
| CS Ameliano           | Paraguay | 2022      |
| Club 2 de Mayo        | Paraguay | 2023-2024 |

## Estadísticas
Actualizado el 10 de febrero de 2018.
| Club                  | Temporada | Liga     | Liga  | Copa Nacional | Copa Nacional | Copa Internacional | Copa Internacional | Total    | Total |
| Club                  | Temporada | Partidos | Goles | Partidos      | Goles         | Partidos           | Goles              | Partidos | Goles |
| --------------------- | --------- | -------- | ----- | ------------- | ------------- | ------------------ | ------------------ | -------- | ----- |
| Club Olimpia Paraguay |           |          |       |               |               |                    |                    |          |       |
| 2017                  | 12        | 3        | -     | -             | 2             | 0                  | 14                 | 3        |       |
| 2018                  | 2         | 0        | -     | -             | 1             | 0                  | 3                  | 0        |       |
| Total                 | 14        | 3        | -     | -             | 3             | 0                  | 17                 | 3        |       |

## Palmarés

### Campeonatos nacionales
| Título          | Club    | País     | Año  |
| --------------- | ------- | -------- | ---- |
| Torneo Apertura | Olimpia | Paraguay | 2018 |